# Lady Yopaat
Lady Yopaat, född okänt år, död 640, var en regerande drottning av mayastaten Coba omkring 600–640. 
Hon ska ha stärkt den viktiga handelsstadens regionala makt i sydöstra Mexiko. 
Cobas regentlängd började bli utforskad först med utgrävningarna under 2000-talet, när fjorton monarker tiden 500-780 kunde rekonstrueras. Hon anges ha regerat under fyrtio år i början av 600-talet. 
Hon beskrivs som en framgångsrik monark som utökade stadens makt och inflytande under sin regeringstid. 